# 皮豹子
皮豹子（5世纪—464年），一作豹皮公，北魏将领。

## 生平

### 早期仕途
渔阳人。年轻时有武略。泰常年间，为中散，稍迁内侍左右。北魏太武帝时，为散骑常侍，赐爵新安侯，加冠军将军。又拜选部尚书，其余官职如故。除授使持节、侍中、都督秦雍荆梁四州诸军事、安西将军、开府仪同三司，进爵淮阳公，镇守长安。不久加征西将军。后犯了盗用官财之罪，流放统万。

### 镇守仇池
太平真君三年（442年），南朝宋文帝遣将裴方明等攻打已投降北魏的仇池首领杨难当，攻陷仇池。七月，太武帝征用皮豹子，复其爵位，以为使持节、侍中、都督雍梁益三州诸军事、安西将军、开府仪同三司、淮阴公（一作淮南公），兵出斜谷，不久拜使持节、仇池镇将，与散骑常侍、假节、琅邪王司马楚之督关中诸军从散关向西入关，安西将军建兴公古弼督陇右诸军及殿中虎贲与武都王杨保宗从祁山南下，分别率诸将分十路并进，会合于仇池。太武帝并发檄文到徐州。太平真君四年（443年）正月，皮豹子进击乐乡，大破宋军，擒宋将王奂之、王长卿等六人，斩首二千余级，俘获一千人。先前太平真君三年三月，月犯太白，占卜的结果是“忧兵”，皮豹子此战的结果被认为应验了这个天象。皮豹子进军下辨，宋将强玄明、辛伯奋弃城遁走，皮豹子追斩之，全数俘获他们的军队。宋文帝派秦州刺史胡崇之镇守仇池，胡崇之走到汉中，得知魏军已西进，惧怕不敢前进，裴方明给他增兵派他前去。二月，皮豹子到浊水攻打胡崇之，生擒了他，尽数俘虏了他的军队，进军到高平，宋将姜道祖投降，仇池得以平定。
不久，诸氐族部落反叛，推杨保宗弟楊文德为主，围仇池。五月，古弼率诸军击退杨文德。当时皮豹子在下辨驻军，得知仇池已经解围，想回师。古弼遣使对他说，宋军以战败为耻，肯定想报复，秋冬时节必然复来，不如练兵蓄力以逸待劳。皮豹子认同。不久被除授都督秦、雍、荆、梁、益五州诸军事，进号征西大将军，仍为开府、仇池镇将、持节、公爵。十一月，宋文帝又遣杨文德、姜道盛率众二万人攻打浊水，又遣将青阳显伯守斧山以拒皮豹子。浊水城守军射杀姜道盛，皮豹子到斧山斩杀青阳显伯，俘虏了对方的部众。皮豹子又与河间公拓跋齐在浊水会师，宋军震恐，弃兵甲夜遁。太平真君九年（448年）宋文帝以杨文德为武都王，给兵二千人守葭芦城，招诱氐羌，于是武都、阴平五部氐民叛乱响应杨文德。皮豹子奉诏率诸军讨之，杨文德以所部兵占据险要抵抗皮豹子。杨文德部将杨高投降，引北魏诸军到杨文德所守的城，杨文德弃城南逃，皮豹子收捕杨文德妻儿、僚属、军资，及已故的杨保宗的妻子北魏公主送于京师。宋白水太守郭启玄（一作郎启玄）率众救杨文德，皮豹子分兵迎战，大破之，郭启玄、杨文德逃回汉中。
兴安二年（453年）正月，宋文帝遣将萧道成、王虬、马光等进入汉中，又派杨文德、杨头等率氐羌各族围武都。城中拒守，杀宋军二百余人。皮豹子分兵将相救，到女磊，得知宋军停止进军，遣人去祁山取马，欲赴援。杨文德以为皮豹子想断其粮道，回师覆津，据险自守。宋文帝怕他擅自回师，又增兵添将，令晋寿、白水送粮到覆津，汉川、武兴运粟到甘泉，都设置粮仓。皮豹子上表陈说敌我局势，请求遣秦州百姓送军队到祁山。诏高平镇将苟莫于率突骑二千以赴援，萧道成等于是退军。征皮豹子为尚书，出为内都大官。

### 守御南境
南朝宋孝武帝刘骏遣其将殷孝祖在清东修两当城，以逼魏南境。天水公（一作清水公）封敕文不能攻克，诏皮豹子与给事中周丘等助攻。太安四年（458年）十一月，皮豹子等三将率三万骑助封敕文攻打青州，遭到新任青、冀二州刺史颜师伯的抵抗。封敕文攻打清口，宋辅国参军焦度领军前去救援，与皮豹子相遇，用槊相斗，焦度刺中皮豹子致其坠马，获得其铠甲、槊、马铠，手杀数十人。太安五年（459年）正月，时任征南将军的皮豹子认为宋军守城，攻城围城耗费时日，于是略地到高平，大破殷孝祖，斩获五千余级，被认为应了去年四月荧惑犯太白的天象。宋兖州瑕丘镇遣步卒五千助守两当城，距城八里与皮豹子前锋候骑相遇，立即交战，皮豹子军随后而至，大破宋军，纵骑追击至城下，只有十余人幸免。瑕丘镇守军恐惧，不敢出救。皮豹子多次攻打垣苗寨，不克。后魏军被击退，皮豹子也班师。

### 讨胡无功
先前河西诸胡部落藏匿亡命之徒。皮豹子被任为征西将军，与前泾州刺史封阿君督河西诸军向南到石楼，与卫大将军、乐安王拓跋良讨伐反叛的群胡。皮豹子等与胡人对阵，胡人逃跑，皮豹子没有察觉，于是没有取胜就回师了，因此被免官。不久以前后战功又升为内都大官。

### 去世
和平五年（464年）六月，卒。北魏文成帝追惜之，赠淮阳王，谥襄，赐命服一袭。

## 子孙
- 皮道明，袭爵。
- 皮怀喜，或作皮欢喜、皮喜，皮道明八弟，因是名臣之子被文成帝提拔为侍御中散。因皮豹子昔日镇守仇池有威信，而被拜为使持节、侍中、都督秦雍荆梁益五州诸军事、本将军、开府、仇池镇将，假广川公。[1][2]
- 皮双仁，皮怀喜弟，冠军将军、仇池镇将。[1]

## 评价
- 《魏书》史臣曰、《北史》论曰：韩茂、皮豹子、封敕文、吕罗汉、孔伯恭之为将也，皆以沉勇笃实，仁厚抚众。功成事立，不徒然矣。与夫苟要一战之利，侥幸暂胜之名，岂同年而语也（和那些侥幸打了一场胜仗得名的人岂可同年而语）！[1][2]

## 延伸阅读
[在维基数据编辑]
 《魏書·卷51》，出自魏收《魏书》
 《北史·卷037》，出自李延壽《北史》